# Gaojia Shuiku
Gaojia Shuiku (kinesiska: 高家水库) är en reservoar i Kina. Den ligger i provinsen Fujian, i den sydöstra delen av landet, omkring 260 kilometer nordväst om provinshuvudstaden Fuzhou. Gaojia Shuiku ligger 405 meter över havet. Arean är 1,2 kvadratkilometer. I omgivningarna runt Gaojia Shuiku växer i huvudsak blandskog. Den sträcker sig 2,7 kilometer i nord-sydlig riktning, och 1,1 kilometer i öst-västlig riktning.
Genomsnittlig årsnederbörd är 2 698 millimeter. Den regnigaste månaden är juni, med i genomsnitt 463 mm nederbörd, och den torraste är oktober, med 32 mm nederbörd.